# Rüsselbach
Rüsselbach ist eine Gemarkung im oberfränkischen Landkreis Forchheim (Bayern). Bis 1971 bestand die Gemeinde Rüsselbach.

## Geographie
Die Gemarkung Rüsselbach liegt am Rande der Fränkischen Schweiz und hat eine Fläche von 711,22 Hektar. Auf ihr liegen die Igensdorfer Gemeindeteile Kirchrüsselbach, Lindenhof, Lindenmühle, Mittelrüsselbach, Oberrüsselbach, Unterrüsselbach, Weidenbühl und Weidenmühle.

## Geschichte
Das Gebiet um Rüsselbach war schon in der Eisenzeit besiedelt. Davon zeugen die Hügelgräber im nahen Eichenlohe-Wäldchen, die aus der Hallstattzeit und der Latènezeit stammen.
Erstmals schriftlich erwähnt wurde der Ort 1011 unter dem Namen Ristilibach in einer Urkunde von Kaiser Heinrich II., in der dieser das Gebiet westlich und nördlich der Pegnitz  mit seinen Pfarreien (Hersbruck, Schnaittach, Ittling und anderen) aus der Diözese Eichstätt herauslöste und dem neuen Bistum Bamberg zuschlug. Die damals für die ganze Umgebung zuständige Pfarrei Rüsselbach mit ihrer dem Apostel Jakobus geweihten Wehrkirche verblieb bis zur Reformation 1524 bei Bamberg, nachdem im 15. Jahrhundert bereits die Filialkirchen Kappel, Walkersbrunn und Igensdorf abgetrennt und zu eigenständigen Pfarreien erhoben worden waren.
Hingegen wechselten die politischen Zugehörigkeiten sowie die Besitzverhältnisse über Höfe, Grund und Boden über das Mittelalter hinweg häufig. Im Laufe des 11. Jahrhunderts scheinen die salischen Kaiser die weltliche Herrschaft über Rüsselbach wieder an sich gezogen zu haben, denn zu Beginn des 12. Jahrhunderts setzten die Reichsministerialen Kaiser Konrads III., Balduin und Gebolf, das nahegelegene Kloster Weißenohe zu ihrem Erben ein. Auf diese Dienstmänner des Kaisers geht wohl auch der Bau der Burg oberhalb von Rüsselbach zurück. Auf dem Hügel mit dem Namen Katz sind noch heute Reste des sogenannten Burgstalls Hainburg (wohl 11. bis 13. Jahrhundert) erkennbar.
In der Folge fiel Rüsselbach zusammen mit dem umliegenden Gebiet des westlichen Nordgaus bzw. der Oberpfalz 1188/89 an die Staufer, nach deren Ende 1268 an die Wittelsbacher und 1328/29 an deren pfälzische Linie. Ungeklärt bleibt, ob der Ort von diesen dann 1353 an Böhmen verpfändet wurde und Rüsselbach damit für einige Jahrzehnte Teil Neuböhmens war (oder gar mit Hiltpoltstein über das 15. Jahrhundert hinweg) oder ob der Ort durchgehend bei der Pfalz verblieb, bis die Reichsstadt Nürnberg im Landshuter Erbfolgekrieg 1504/05 (bzw. durch Kauf schon 1503) die Herrschaft über das gesamte Gebiet an sich riss.
Unabhängig davon hatten Nürnberger Patrizier und insbesondere das Kloster St. Klara seit dem 13. Jahrhundert sukzessive einzelne Höfe sowie Grund und Boden in Rüsselbach erworben, so dass seit dem Beginn des 16. Jahrhunderts die politische Herrschaft und die Grundherrschaft sowie nach der Reformation 1524 auch die geistliche Herrschaft in Nürnberger Händen lag, bis Bayern 1791/92 die 300 Jahre zuvor von Nürnberg erworbenen Gebiete annektierte und Rüsselbach 1806 endgültig zum neuen Königreich Bayern kam.
1818 wurde Rüsselbach mit seinen acht Ortsteilen eigenständige Gemeinde und am 1. Januar 1972 im Zuge der Gemeindegebietsreform in die Gemeinde Igensdorf eingegliedert.
Das älteste Gebäude in Rüsselbach ist die Wehrkirche St. Jakobus in Kirchrüsselbach. Die Fresken im Chorraum sollen aus der Zeit um 1200 stammen. Ihr jetziges Aussehen erhielt die Kirche der evangelisch-lutherischen Gemeinde im Wesentlichen seit dem Umbau in den Jahren 1777 bis 1779. Der Taufstein stammt aus dem Jahr 1841, das Altarbild von 1842.
Am 27. März 1961 brach eine Iljuschin Il-18 der tschechoslowakischen ČSA während des Reiseflugs von Prag nach Zürich auseinander und stürzte auf ein Feld bei Oberrüsselbach. Alle 52 Insassen (44 Passagiere und acht Crewmitglieder) kamen dabei ums Leben.

## Rüsselbach heute

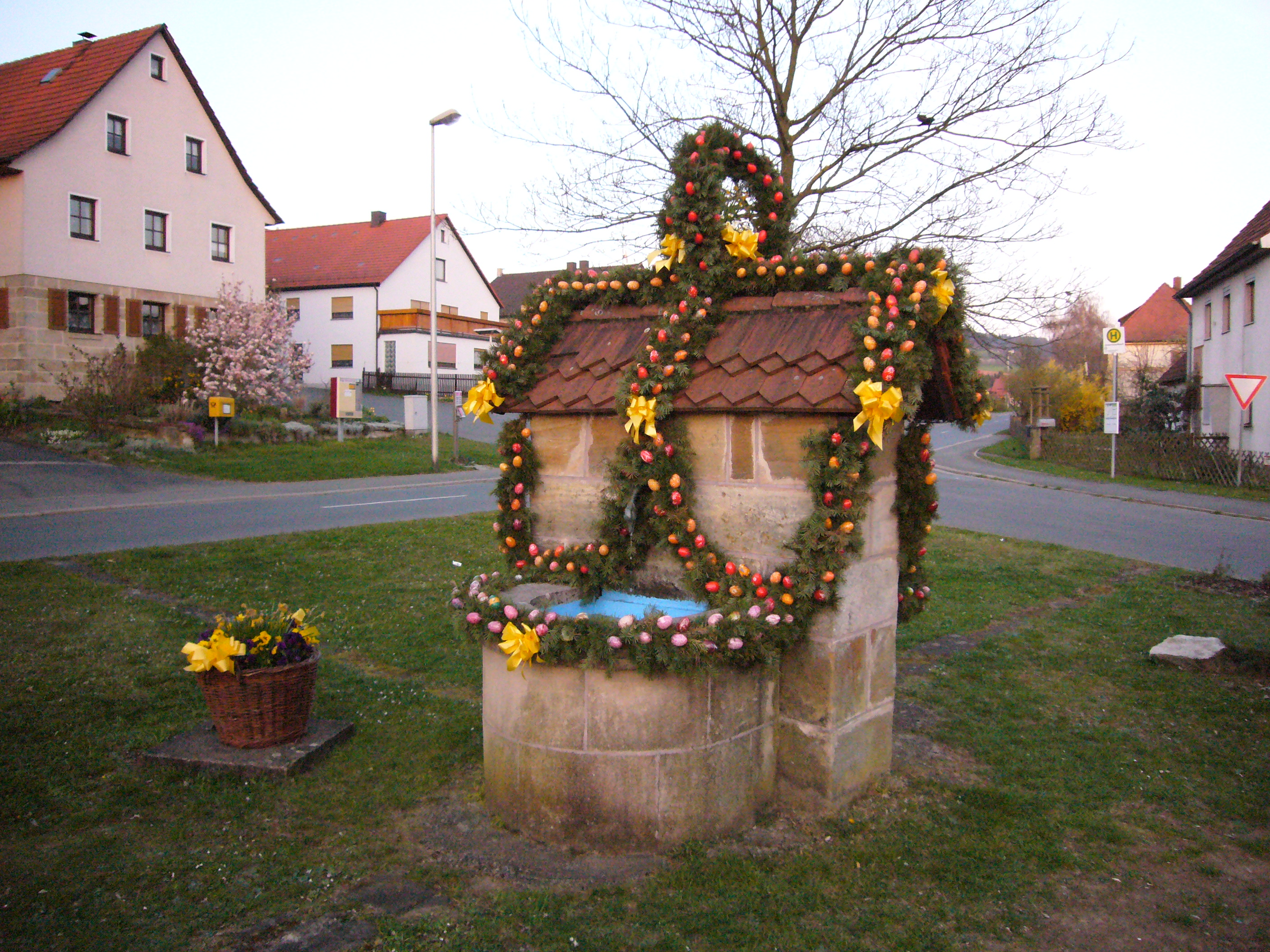
Osterbrunnen in Unterrüsselbach

Rüsselbach ist ein ländlich geprägter Ort im Einzugsgebiet der Metropolregion Nürnberg. Die meisten Einwohner sind Pendler. Einzelhändler gibt es keine mehr. Auch von den ehemals sechs Gastwirtschaften in den Ortsteilen ist keine geblieben. Landwirtschaft wird nur noch auf wenigen Höfen und meistens im Nebenerwerb betrieben. In Oberrüsselbach gibt es viele Künstler und Kreative.

Rüsselbach gehört als Teil des Marktes Igensdorf zum größten Kirschenanbaugebiet Europas. 

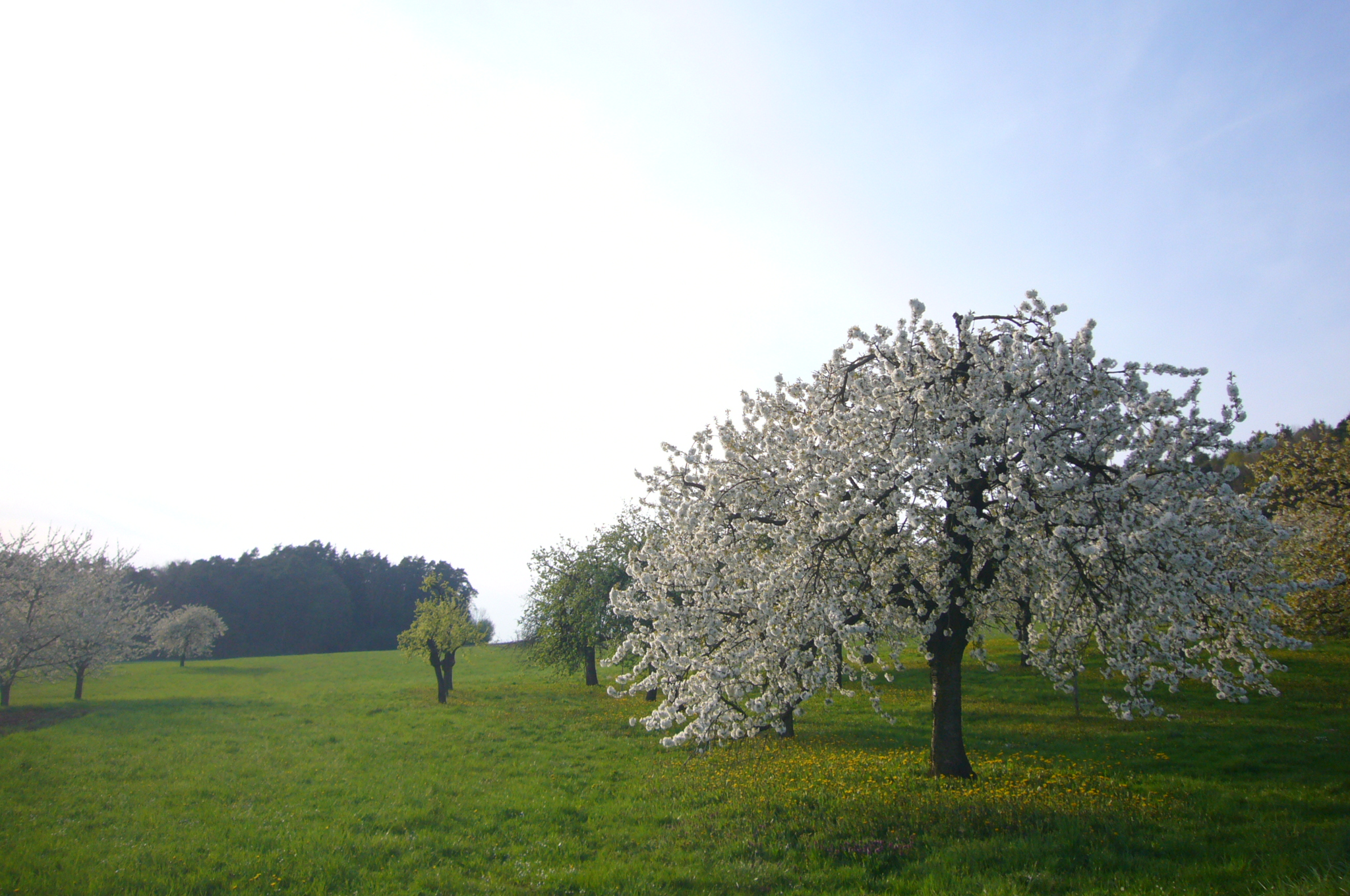
Kirschblüte in Rüsselbach

 Jedes Jahr im Mai findet in Oberrüsselbach ein japanisches Kirschblütenfest statt. Auf dem Epperlesberg östlich von Rüsselbach befindet sich der Segelflugplatz Lauf-Lillinghof.
Im Jahr 2010 feierten Rüsselbach und seine Ortsteile und Weiler das tausendjährige Ortsjubiläum.

## Verkehr
Rüsselbach wird von der Gräfenbergbahn bedient. Die Kreisstraße FO 31 verläuft durch alle vier Ortsteile und bindet sie an die ca. 3 km entfernte Bundesstraße 2 an.

## Vereinsleben
Das Vereinsleben ist, wie in der ganzen Region üblich, rege und hat ebenfalls eine über hundertjährige Tradition.
Folgende Vereine, welche sich über den Rüsselbach Vereinsring gegenseitig abstimmen, haben ihren Sitz in Rüsselbach (Gründungsdatum in Klammern):
- Männergesangsverein Rüsselbach (1897)
- Freiwillige Feuerwehr Rüsselbach (1897)
- Krieger- und Soldatenverein Rüsselbach (1919)
- Posaunenchor (13. November 1927)
- Frauensingkreis – Frauenchor (1971)
- Schützengesellschaft Rüsselbach e. V. (1973)
- Sportgemeinschaft Rüsselbach e. V. (1978)
- Dorfverschönerungsverein e. V. (1980)
- Förderverein Rüsselbach (2009)
- Dartsport DC Bombers (2022)